# سانتيس
سانتيس (بالإنجليزية: Säntis)‏ هو أحد جبال سلسلة جبال الألب أبينزيل ويقع في كانتون أبينزيل أوسيرهودن/كانتون أبينزيل إينرهودن/كانتون سانت غالن في سويسرا. يحتل المرتبة رقم 321 في قائمة جبال سويسرا من حيث الارتفاع، إذ يبلغ ارتفاعه حوالي 2502 متر، بينما يبلغ ارتفاع نتوء الجبل 2015 متر، هذا وقد سجل أول وصول لقمة الجبل عام 1680.

## المناخ
يظهر الجدول التالي التغييرات المناخية على مدار السنة لسانتيس:
| البيانات المناخية لـسانتيس         | البيانات المناخية لـسانتيس | البيانات المناخية لـسانتيس | البيانات المناخية لـسانتيس | البيانات المناخية لـسانتيس | البيانات المناخية لـسانتيس | البيانات المناخية لـسانتيس | البيانات المناخية لـسانتيس | البيانات المناخية لـسانتيس | البيانات المناخية لـسانتيس | البيانات المناخية لـسانتيس | البيانات المناخية لـسانتيس | البيانات المناخية لـسانتيس | البيانات المناخية لـسانتيس |
| الشهر                              | يناير                      | فبراير                     | مارس                       | أبريل                      | مايو                       | يونيو                      | يوليو                      | أغسطس                      | سبتمبر                     | أكتوبر                     | نوفمبر                     | ديسمبر                     | المعدل السنوي              |
| ---------------------------------- | -------------------------- | -------------------------- | -------------------------- | -------------------------- | -------------------------- | -------------------------- | -------------------------- | -------------------------- | -------------------------- | -------------------------- | -------------------------- | -------------------------- | -------------------------- |
| متوسط درجة الحرارة الكبرى °م (°ف)  | −4.1 (24.6)                | −5.0 (23.0)                | −4.1 (24.6)                | −2.0 (28.4)                | 2.8 (37.0)                 | 6.0 (42.8)                 | 8.8 (47.8)                 | 8.9 (48.0)                 | 6.0 (42.8)                 | 3.7 (38.7)                 | −1.2 (29.8)                | −3.4 (25.9)                | 1.4 (34.5)                 |
| المتوسط اليومي °م (°ف)             | −6.9 (19.6)                | −7.7 (18.1)                | −6.3 (20.7)                | −3.9 (25.0)                | 0.7 (33.3)                 | 3.6 (38.5)                 | 6.1 (43.0)                 | 6.1 (43.0)                 | 3.4 (38.1)                 | 1.0 (33.8)                 | −3.9 (25.0)                | −6.2 (20.8)                | −1.2 (29.8)                |
| متوسط درجة الحرارة الصغرى °م (°ف)  | −9.6 (14.7)                | −10.2 (13.6)               | −8.8 (16.2)                | −6.2 (20.8)                | −1.5 (29.3)                | 1.3 (34.3)                 | 3.7 (38.7)                 | 3.9 (39.0)                 | 1.1 (34.0)                 | −1.3 (29.7)                | −6.3 (20.7)                | −8.8 (16.2)                | −3.6 (25.5)                |
| الهطول مم (إنش)                    | 255 (10.0)                 | 222 (8.7)                  | 268 (10.6)                 | 204 (8.0)                  | 204 (8.0)                  | 233 (9.2)                  | 285 (11.2)                 | 276 (10.9)                 | 223 (8.8)                  | 176 (6.9)                  | 227 (8.9)                  | 265 (10.4)                 | 2٬837 (111.7)              |
| متوسط تساقط الثلوج سم (إنش)        | 147.8 (58.2)               | 154 (61)                   | 164.3 (64.7)               | 116.8 (46.0)               | 61.5 (24.2)                | 43.8 (17.2)                | 18 (7.1)                   | 16.6 (6.5)                 | 43 (17)                    | 60.5 (23.8)                | 131.3 (51.7)               | 156.8 (61.7)               | 1٬114٫4 (438.7)            |
| متوسط أيام هطول الأمطار (≥ 1.0 mm) | 12.7                       | 11.9                       | 15.7                       | 14.1                       | 15.2                       | 16.3                       | 16.3                       | 16.0                       | 13.2                       | 11.1                       | 12.8                       | 14.5                       | 169.8                      |
| متوسط الأيام المثلجة (≥ 1.0 cm)    | 14.8                       | 13.5                       | 16.9                       | 14.8                       | 9.6                        | 6.4                        | 2.6                        | 2                          | 5.7                        | 8.4                        | 12.9                       | 15.8                       | 123.4                      |
| متوسط الرطوبة النسبية (%)          | 71.8                       | 71.3                       | 75.8                       | 80.6                       | 81.9                       | 82.9                       | 81.0                       | 79.6                       | 74.3                       | 66.0                       | 69.6                       | 68.2                       | 75.2                       |
| ساعات سطوع الشمس الشهرية           | 135                        | 138                        | 149                        | 151                        | 167                        | 155                        | 176                        | 169                        | 161                        | 169                        | 125                        | 115                        | 1٬809                      |
| نسبة وصول أشعة الشمس               | 49                         | 48                         | 41                         | 38                         | 37                         | 34                         | 38                         | 40                         | 44                         | 50                         | 45                         | 44                         | 41                         |
| المصدر: MeteoSwiss                 |                            |                            |                            |                            |                            |                            |                            |                            |                            |                            |                            |                            |                            |